# Jacques Millot
Jacques Millot, född 9 juli 1897 i Beauvais, Frankrike, död 23 januari 1980 i Paris, var en fransk araknolog, som även bidrog med betydande insatser inom iktyologi och etnologi.

## Publikationer (i urval)
- Contribution à l'histophysiologie des aranéides (1926)
- Cicatrisation et régénération (1931)
- Biologie des races humaines (1952)
- Le troisième Coelacanthe; historique, éléments d'écologie, morphologie externe, documents divers (1954)
- Anatomie de Latimeria chalumnae (1958–1978); 3 volymer (med Jean Anthony; Daniel Robineau)[4]